# Église de la Nativité d'Allerey-sur-Saône
L'église de la Nativité est une église située sur le territoire de la commune d'Allerey-sur-Saône, dans le département français de Saône-et-Loire et la région Bourgogne-Franche-Comté.
Aux abords se trouve la croix de l'ancien cimetière du village, qui jouxtait l'église avant que celui-ci ne soit transféré.

## Historique
L'édifice a été construit entre 1714 et 1716 par des maçons italiens à l'emplacement de l'ancienne église (dont la travée de la tour de clocher et les chapelles latérales ont été conservées).
Claude Lebault, peintre du roi, frère de Jean Lebault, curé d'Allerey, décora la coupole de 1716 à 1726.
La restauration des œuvres picturales que renferme l'église, commencée dans les années 1970, s'est intensifiée à partir des années 1990. La décoration de l'église a fait l'objet, en 2011, d'une restauration particulièrement réussie, menée sous la direction de Frédéric Didier, architecte en chef des Monuments historiques de Saône-et-Loire et du château de Versailles. Cette restauration se poursuit aujourd'hui, avec l'aide du département de Saône-et-Loire et de la DRAC de Bourgogne-Franche-Comté.

## Protection
L'église fait l'objet d'un classement dans sa totalité au titre des Monuments historiques depuis un arrêté du 25 octobre 2001.

## Mobilier classé ou inscrit

### Maître-autel
Le plus remarquable des meubles de cette église est le très beau maître-autel en marbre qui occupe le centre du chœur, surmonté d'un grand retable baroque fermé par deux colonnades à chapiteaux ioniques coiffés d'un bandeau au fronton interrompu. Le tabernacle est en marbre rose avec incrustation de plaques de marbre vert. Sur le retable sont posés deux bustes-reliquaires de saintes datant du XVIIIe siècle. Au-dessus du retable est visible un Christ en croix, bois polychrome du XVe siècle.

### Tableaux
L'autre richesse de cette église consiste en de nombreux tableaux qui ont été classés ou inscrits au titre des Monuments historiques. On y trouve en effet les tableaux suivants, œuvre du peintre Claude Lebault :
- tableau devant l'autel[8] ;
- tableau de la Présentation[9] ;
- tableau de l'Annonciation[10] ;
- tableau Christ en croix[11] ;
- sculpture de la Vierge de Pitié[12] ;
- tableau du retable droit[13] ;
- tête de Christ couronné d'épines[14] ;
- chaire à prêcher[15] ;
- tableau Mariage de la Vierge[16] ;
- mort de la Vierge[17] ;
- tableau La Fuite en Égypte[18] ;
- tableau la Visitation[19].

## Vitraux
Quatre beaux vitraux lancéolés éclairent les chapelles situées de part et d'autre du porche d'entrée. Les autres vitraux datent, quant à eux, de la fin du XIXe siècle. Certains ont été fabriqués dans l'atelier du maître verrier Campagne, de Lyon, comme celui qu'a offert la comtesse de Maistre (visible au fond de la nef, à droite).
Petite curiosité : l'église possède un « vitrail du souvenir », composé sur le thème de la Première Guerre mondiale : un soldat blessé à trois endroits et mourant a la main tendue vers le Christ en croix.

## Culte
Édifice consacré du diocèse d'Autun relevant de la paroisse Saint-Jean-Baptiste-des-Trois-Rivières (siège à Verdun-sur-le-Doubs) – qui en est affectataire au titre de la loi de 1905 –, l'église d'Allerey est, plusieurs siècles après sa construction, un lieu de culte catholique.